# El imperio de los sueños
El imperio de los sueños es una epopeya posmoderna y poscolonial sobre la vida de los inmigrantes en Estados Unidos. La autora es la poetisa puertorriqueña Giannina Braschi.
El imperio de los sueños una colección de seis libros de poesía que rompe las barreras entre ficción, poesía, y drama. Braschi habla de su relación sociopolítica, cultural y lingüística con la ciudad de Nueva York que ha atraído por tanto tiempo a tantos inmigrantes hispanos. La plataforma de observación del Empire State Building es el sitio de una revolución. Allí los pastores del campo invaden a la ciudad de Nueva York en una celebración bucólica durante el Desfile Nacional Puertorriqueño en quinta avenida.
La poesía de Braschi se destaca por su sentido de humor y por proponer un discurso alternativo a los temas de la nación y la cultura. El imperio de los sueños tiene seis libros cortos por dentro: Asalto al tiempo; El libro de payasos y bufones; Los poemas del mundo, o el libro de la sabiduría; La pastoral, o la inquisición de los recuerdos; Canto a la nada; y Diario íntimo de la soledad. Varios poemas en esta colección han sido traducidas (al sueco, inglés, francés, italiano, chino, y serbio). 
Hay numerosos personajes sin nombres en la obra como la bruja, los pastores, los magos, y los soldaditos de ploma. Todos los personajes son inmigrantes a los estados unidos.  Los personajes nombrados son Mariquita Samper (maquiladora de Macy's), Uriberto Eisenswieg ( filósofo), y Berta Singerman (actriz), entre otros.

## Sobre la poetisa
Giannina Braschi (San Juan, Puerto Rico, 5 de febrero de 1953) es autora de El imperio de los sueños (1988), la novela bilingüe Yo-Yo Boing! (1998), y Estados Unidos de Banana (2011).  Viene de una familia de abolengo en San Juan. De jovencita cantó en el Coro de Niños de San Juan, fue campeona de tenis, y luego modelo. Cursó estudios en literatura comparativa en Europa. Ee mudó a Nueva York, donde completó un doctorado en letras hispánicas. Braschi ha publicado ensayos y libros sobre Cervantes, Bécquer, García Lorca, Machado y otros poetas de la literatura en español y latinoamericano. Entre los premios que ha recibido Braschi, se encuentran los de la Fundación Nacional de las Artes, la Fundación de las Artes de Nueva York, el Premio de Latina Destacada de El Diario/La Prensa, el Pen American Center, la Fundación Ford, la Beca Danforth, el Instituto de Cultura Puertorriqueña y la Fundación Peter S. Reed/InterAmericas.